# Bruce Fairbairn
Bruce Fairbairn (né le 30 décembre 1949 - mort le 17 mai 1999) était un producteur canadien de hard rock dans les années 1980 et 1990. Il a contribué par ses arrangements à base de cuivres en particulier pour les groupes tels que AC/DC, Aerosmith, Bon Jovi et Van Halen parmi les plus connus.

## Albums produits
- 1977: Prism - Prism
- 1978: Prism - See Forever Eyes (en)
- 1979: Prism - Armageddon (en)
- 1980: Prism - Young and Restless
- 1980: Loverboy - Loverboy (2x Platinum)
- 1980: The Skids - Days in Europa (Seconde Version)
- 1981: Loverboy - Get Lucky (4x Platinum)
- 1982: Strange Advance - Worlds Away
- 1983: Blue Öyster Cult - The Revölution by Night
- 1983: Loverboy - Keep It Up (2x Platinum)
- 1984: Krokus - The Blitz (Gold)
- 1985: Black 'n Blue - Without Love
- 1985: Honeymoon Suite - The Big Prize
- 1986: Bon Jovi - Slippery When Wet (12x Platinum)
- 1987: Aerosmith - Permanent Vacation (5x Platinum)
- 1987: Rock and Hyde - Under the Volcano
- 1987: Loverboy - Wildside (Gold)
- 1988: Dan Reed Network
- 1988: Bon Jovi - New Jersey (7x Platinum)
- 1989: Aerosmith - Pump (7x Platinum)
- 1989: Stairway to Heaven/Highway to Hell (de)
- 1990: AC/DC - The Razors Edge (5x Platinum)
- 1990: Paul Laine - Stick it in Your Ear
- 1990: Poison - Flesh and Blood (3x Platinum)
- 1991: Dan Reed Network - The Heat
- 1992: AC/DC - Live (3X Platinum) (et Live: 2 CD Collector's Edition (2X Platinum))
- 1993: Aerosmith - Get a Grip (7x Platinum)
- 1993: Scorpions - Face the Heat
- 1994: Jackyl - Push Comes to Shove (Gold)
- 1995: Van Halen - Balance (3x Platinum)
- 1995: Chicago - Night and Day: Big Band
- 1996: The Cranberries - To the Faithful Departed (2x Platinum)
- 1997: INXS - Elegantly Wasted
- 1998: Kiss - Psycho Circus (Gold)
- 1998: Atomic Fireballs - Torch This Place
- 1999: Yes - The Ladder